# Syców
Syców ['sɨʦuf] (en silésien : Sycůw ; en allemand : Groß Wartenberg, autrefois Polnisch Wartenberg) est une ville de la voïvodie de Basse-Silésie, en Pologne. La commune urbaine-rurale fait partie du powiat d'Oleśnica.

## Géographie
Syców se trouve dans la région historique de Basse-Silésie s'étendant au sud-ouest de la Pologne. La ville est située à 47 km au nord-est de Wrocław.
Le site bénéficie d'un raccordement à la voie rapide S8 de Wrocław à Łódź et à Varsovie.

## Histoire

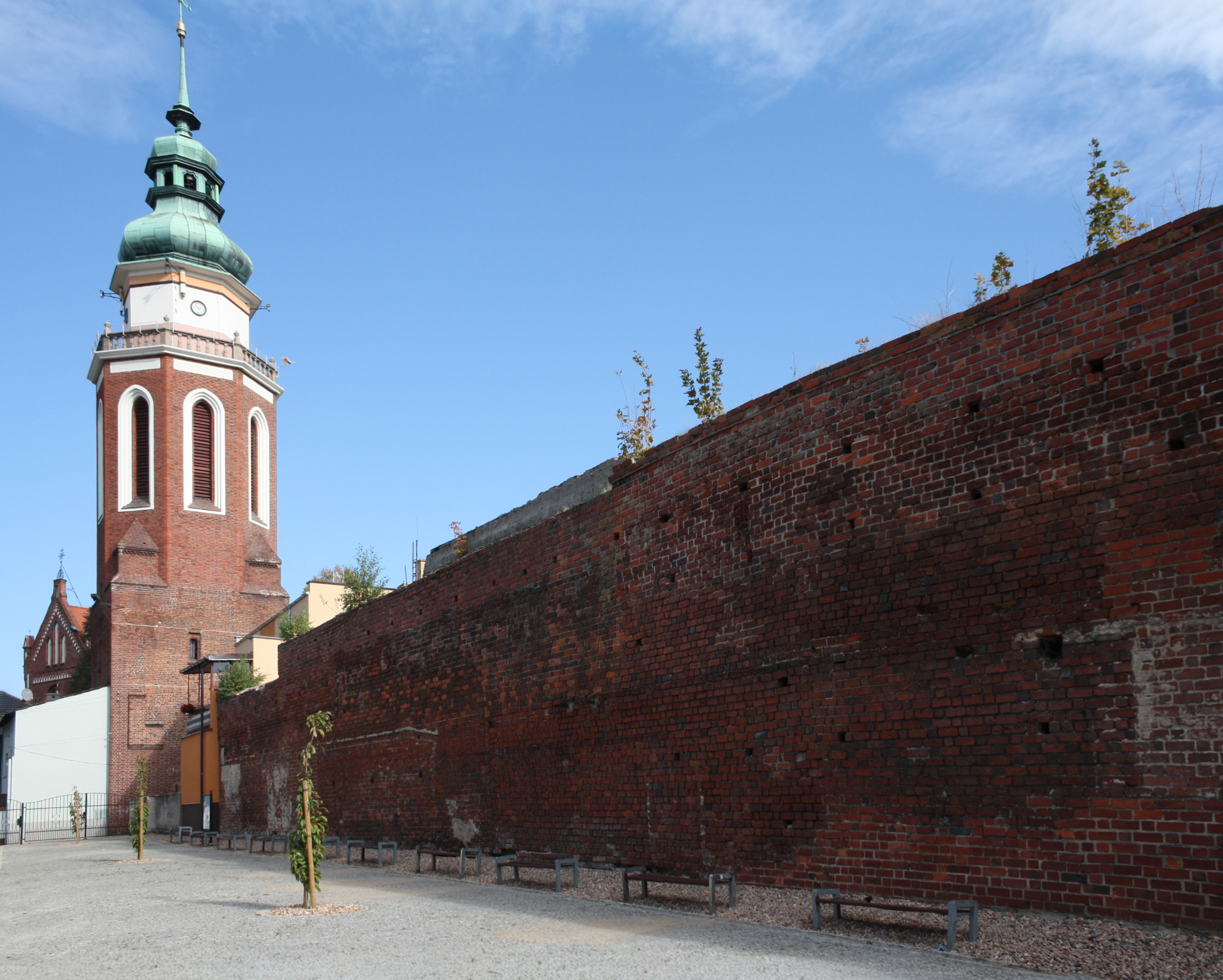
Les restes de la ligne de fortification.

Le lieu de Syczow sive Wartinbergk fut mentionné pour la première fois dans un acte de l'évêché de Wrocław vers la fin du XIIe siècle. À cette époque, la région faisait partie du duché de Silésie, créé avec le démembrement territorial du Royaume de Pologne sous la maison Piast après le décès de Boleslas III Bouche-Torse en 1138. Le château fort était stratégiquement placé à la route commerciale qui reliait Wrocław à Kalisz en Grande-Pologne et à Toruń. Après des partages au sein de la dynastie des Piast silésiens, Syców appartenait au duché de Głogów à partir de 1291 et échoit au duché d'Œls en 1312. Les citoyens ont reçu les droits urbains de Magdebourg en 1369.
Lorsque, en 1492, la ligne ducale des Piast s'éteignit, leurs territoires par le droit de déshérence reviennent à la couronne de Bohême. Le roi Vladislas Jagiellon séparait les domaines de Syców pour créer une seigneurie autonome qui a été en possession des familles nobles, notamment ceux des Maltzahn, des Braun (les ancêtres de Wernher von Braun) et de la maison de Dohna (dont le feld-maréchal Alexander zu Dohna-Schlobitten). En 1734, ils ont été acquises par le comte Ernst Johann von Biron, le futur duc de Courlande ; ses descendants maintiennent les possessions jusqu'à la fin de la Seconde Guerre mondiale en 1945.

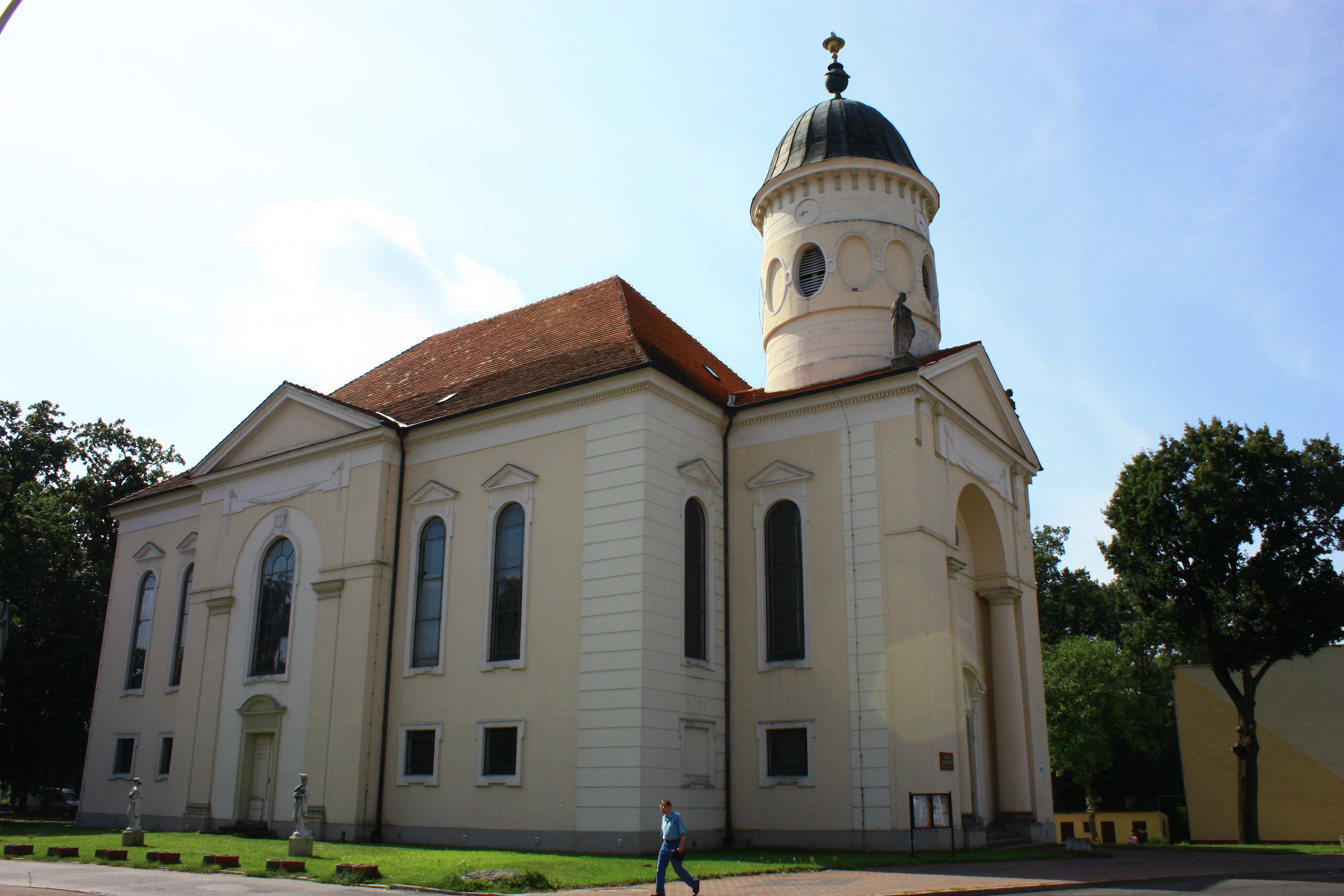
L'église évangélique de 1789.

Comme le reste de la Basse-Silésie, Syców fut rattachée au royaume de Prusse en 1742 au cours des guerres de Silésie. Elle fut nommée Polnisch Wartenberg afin de la distinguer de Deutsch Wartenberg (Otyń) près de Grünberg (Zielona Góra). Depuis 1815, la ville était intégrée dans la province de Silésie et fut le chef-lieu d'un arrondissement (de) dans le district de Breslau.
En 1945, la région fut rattachée à la Pologne et les germanophones expulsés.

## Jumelage
- Malsch (Allemagne) depuis 1992.

## Personnalités
- Carl Friedrich Lessing (1808–1880), peintre, grandit à Groß Wartenberg ;
- Christian Friedrich Lessing (1809–1862), botaniste, frère de Carl Friedrich, né à Groß Wartenberg ;
- Janina Korowicka (née 1954), patineuse de vitesse ;
- Beata Kempa (née 1966), femme politique.